# عایشا (فیلم)
عایشا (به هندی: Aisha) فیلمی محصول سال ۲۰۱۰ و به کارگردانی راجشر اوجها است. در این فیلم بازیگرانی همچون سونام کاپور، آبهای دئول، آیرا دوبی، آمریتا پوری، آروندای سینگ، سایروس ساهوکار، لیسا هایدون و آنورادها پاتل ایفای نقش کرده‌اند.